# Pectinodonta arcuata
Pectinodonta arcuata är en snäckart som beskrevs av Dall 1882. Pectinodonta arcuata ingår i släktet Pectinodonta och familjen Acmaeidae. Inga underarter finns listade i Catalogue of Life.